# Survivor Series 1990
Survivor Series 1990 è stato il quarto evento annuale prodotto dalla World Wrestling Federation. L'evento si svolse il 22 novembre 1990 al Hartford Civic Center di Hartford, Connecticut.

## Evento
Questa edizione delle Survivor Series vide il debutto di The Undertaker, che sarebbe diventato WWF Champion alle successive Survivor Series un anno dopo. In aggiunta, Sgt. Slaughter — che allora interpretava la gimmick del simpatizzante iracheno del regime di Saddam Hussein — girò un filmato promozionale nel quale insultava le truppe statunitensi impiegate all'epoca nella guerra del golfo, scatenando forti polemiche e proteste. Randy Savage, come "Macho King", venne intervistato da Gene Okerlund, e lanciò una sfida a Ultimate Warrior per il titolo WWF Championship. "Ravishing" Rick Rude fu rimpiazzato da Haku a causa della sospensione infertagli dal presidente WWF Jack Tunney per avere insultato pubblicamente la madre di Big Boss Man.

### The Gobbledy Gooker
Nei mesi precedenti all'evento, nei programmi televisivi WWF apparve di frequente un gigantesco e misterioso uovo, che avrebbe rivelato la propria sorpresa durante il ppv Survivor Series. Dall'uovo dischiusosi, uscì fuori The Gobbledy Gooker (Héctor Guerrero con indosso un vistoso costume da tacchino). La reazione del pubblico alla ridicola gimmick fu estremamente negativa, con praticamente tutti i fan intenti a fischiare il mascherato Guerrero mentre danzava sul ring insieme all'annunciatore Gene Okerlund. I telecronisti dell'evento, Gorilla Monsoon e Roddy Piper, cercarono al loro meglio di simulare entusiasmo e di sembrare divertiti dallo spettacolo. Il bizzarro personaggio fece qualche altra sporadica apparizione in dei filmati promozionali dopo le Survivor Series, prima di sparire del tutto dagli schermi. Da allora fan e addetti ai lavori si chiedono ancora se Gobbledy Gooker avrebbe veramente dovuto essere una nuova gimmick per un lottatore, poi scartata per le reazioni estremamente negative riscontrate, oppure un semplice scherzo dei vertici WWF.

## Conseguenze
La reazione del pubblico alla ridicola gimmick di The Gobbledy Gooker fu estremamente negativa, con praticamente tutti gli spettatori intenti a fischiare il buffo personaggio mentre danzava sul ring insieme all'annunciatore "Mean" Gene Okerlund. I telecronisti dell'evento, Gorilla Monsoon e "Rowdy" Roddy Piper cercarono al loro meglio di simulare entusiasmo e di sembrare divertiti dallo spettacolo. Il bizzarro personaggio fece qualche altra sporadica apparizione in dei filmati promozionali dopo le Survivor Series, prima di sparire del tutto dagli schermi. Da allora fan ed addetti ai lavori si chiedono ancora se Gobbledy Gooker avrebbe veramente dovuto essere una nuova gimmick per un lottatore, poi scartata per le reazioni estremamente negative riscontrate, oppure un semplice scherzo dei vertici WWF. Diversi anni dopo, WrestleCrap usò il nome per la sua "Gooker Award", presentando le peggiori gimmick, storyline ed eventi di wrestling.
Sgt. Slaughter e "Macho Man" Randy Savage ricevettero i match contro The Ultimate Warrior per il WWF World Heavyweight Championship. Warrior ebbe successo nel rispondere alle sfide di ambo i nemici. Nel frattempo, Slaughter e il suo manager, il generale Adnan, si esibirono in parecchie dichiarazioni anti-americane, il tutto in un momento in cui gli Stati Uniti erano impegnati nella prima guerra del golfo. Slaughter, con l'aiuto di Savage e della sua manager, Sensational Sherri, vinse il titolo mondiale ai danni di Ultimate Warrior alla Royal Rumble, con l'evento che si tenne due giorni dopo l'inizio della Guerra del Golfo.
Hogan continuò a concentrarsi sul suo feud con Earthquake con una serie di stretcher match, dove vinse Hulk, prima di andare a sfidare Slaughter per il titolo mondiale dei pesi massimi WWF.
Dalla formazione dei Demolition nel 1987, era iniziato un feud con i The Road Warriors per stabilire chi fosse il miglior tag team "rissaiolo". Il feud tra i Demolition e Road Warriors continuò ad imperversare fino alla fine del 1990, con questi ultimi che alla fine dimostrano decisamente di essere il tag team migliore (Il feud non ebbe l'intensità prevista a causa del ruolo ridotto di Bill Eadie, che lottava come Ax, a causa di problemi di salute). L'ultima apparizione del tag team fu a WrestleMania VII, dove la squadra perse contro Genichiro Tenryu e Koji Kitao. I Road Warriors, ribattezzatisi Legion of Doom in WWF per questione di copyright sul nome, nel frattempo, sarebbero poi diventati campioni di coppia.

## Risultati
| #          | Match | Stipulazioni                                                                      | Durata |
| ---------- | --- | --------------------------------------------------------------------------------- | ------ |
| Dark match | Shane Douglas ha sconfitto Buddy Rose | Single match                                                                      | N/A    |
| 1          | The Warriors (The Ultimate Warrior, The Legion of Doom (Hawk e Animal), e The Texas Tornado) hanno sconfitto The Perfect Team (Mr. Perfect e Demolition (Ax, Smash, e Crush)) (con Bobby Heenan e Mr. Fuji)                                                 | Four-on-four Survivor Series elimination match                                    | 14:20  |
| 2          | The Million $ Team (Ted DiBiase, The Undertaker, e Rhythm & Blues (The Honky Tonk Man e Greg Valentine) (con Virgil, Jimmy Hart, e Brother Love) ha sconfitto The Dream Team (Dusty Rhodes, Koko B. Ware, e The Hart Foundation (Bret Hart e Jim Neidhart)) | Four-on-four Survivor Series elimination match                                    | 13:54  |
| 3          | The Visionaries (Rick Martel, The Warlord e Power and Glory (Hercules e Paul Roma) (con Slick) hanno sconfitto The Vipers (Jake Roberts, Jimmy Snuka, e The Rockers (Shawn Michaels e Marty Jannetty))                                                      | Four-on-four Survivor Series elimination match                                    | 17:42  |
| 4          | The Hulkamaniacs (Hulk Hogan, Jim Duggan, Big Boss Man, e Tugboat) hanno sconfitto The Natural Disasters (Earthquake, Haku, Dino Bravo, e The Barbarian) (con Jimmy Hart e Bobby Heenan)                                                                    | Four-on-four Survivor Series elimination match                                    | 14:49  |
| 5          | The Alliance (Nikolai Volkoff, Tito Santana, e The Bushwhackers (Luke Williams e Butch Miller)) ha sconfitto The Mercenaries (Sgt. Slaughter, Boris Zhukov, e The Orient Express (Sato e Tanaka)) (con Mr. Fuji e General Adnan)                            | Four-on-four Survivor Series elimination match                                    | 10:52  |
| 6          | The Face Team (Hulk Hogan, The Ultimate Warrior e Tito Santana) ha sconfitto The Heel Team (Ted DiBiase, Rick Martel, The Warlord e Power and Glory (Hercules e Paul Roma) (con Virgil e Slick)                                                             | "Grand Finale Match of Survival": three-on-five Survivor Series elimination match | 09:07  |

### Match ad eliminazione
1
| Eliminazione N. | Wrestler             | Squadra                 | Eliminato da         | Modalità eliminazione | Durata               |
| --------------- | -------------------- | ----------------------- | -------------------- | --------------------- | -------------------- |
| 1               | Ax                   | Perfect Team            | Ultimate Warrior     | Schienamento          | 03:23                |
| 2               | Smash, Crush, & LOD  | Perfect Team & Warriors | Nessuno              | Squalifica            | 07:36                |
| 3               | Texas Tornado        | Warriors                | Mr. Perfect          | Schienamento          | 11:02                |
| 4               | Mr. Perfect          | Perfect Team            | Ultimate Warrior     | Schienamento          | 14:20                |
| Sopravvissuti:  | The Ultimate Warrior | The Ultimate Warrior    | The Ultimate Warrior | The Ultimate Warrior  | The Ultimate Warrior |

2
| Eliminazione N. | Wrestler       | Squadra        | Eliminato da   | Modalità eliminazione                     | Durata      |
| --------------- | -------------- | -------------- | -------------- | ----------------------------------------- | ----------- |
| 1               | Koko B. Ware   | Dream Team     | The Undertaker | Schienamento dopo un Tombstone Piledriver | 01:39       |
| 2               | Honky Tonk Man | Million $ Team | Jim Neidhart   | Schienamento                              | 04:16       |
| 3               | Jim Neidhart   | Dream Team     | Ted DiBiase    | Schienamento                              | 05:49       |
| 4               | Dusty Rhodes   | Dream Team     | The Undertaker | Schienamento                              | 08:26       |
| 5               | The Undertaker | Million $ Team | Nessuno        | Conteggio di 10 fuori dal ring            | 09:17       |
| 6               | Greg Valentine | Million $ Team | Bret Hart      | Schienamento                              | 09:57       |
| 7               | Bret Hart      | Dream Team     | Ted DiBiase    | Schienamento                              | 13:54       |
| Sopravvissuti:  | Ted DiBiase    | Ted DiBiase    | Ted DiBiase    | Ted DiBiase                               | Ted DiBiase |

3
| Eliminazione N. | Wrestler                              | Squadra                               | Eliminato da                          | Modalità eliminazione                 | Durata                                |
| --------------- | ------------------------------------- | ------------------------------------- | ------------------------------------- | ------------------------------------- | ------------------------------------- |
| 1               | Marty Jannetty                        | The Vipers                            | The Warlord                           | Schienamento                          | 05:03                                 |
| 2               | Jimmy Snuka                           | The Vipers                            | Rick Martel                           | Schienamento                          | 09:28                                 |
| 3               | Shawn Michaels                        | The Vipers                            | Paul Roma                             | Schienamento                          | 15:40                                 |
| 4               | Jake Roberts                          | The Vipers                            | Nessuno                               | Conteggio di 10 fuori dal ring        | 17:42                                 |
| Sopravvissuti:  | Martel, The Warlord, Roma, & Hercules | Martel, The Warlord, Roma, & Hercules | Martel, The Warlord, Roma, & Hercules | Martel, The Warlord, Roma, & Hercules | Martel, The Warlord, Roma, & Hercules |

4
| Eliminazione N. | Wrestler             | Squadra                              | Eliminato da | Modalità eliminazione                 | Durata     |
| --------------- | -------------------- | ------------------------------------ | ------------ | ------------------------------------- | ---------- |
| 1               | Haku                 | The Natural Disasters                | Big Boss Man | Schienamento                          | 03:15      |
| 2               | Jim Duggan           | Hulkamaniacs                         | Nessuno      | Squalifica                            | 06:12      |
| 3               | Dino Bravo           | The Natural Disasters                | Hogan        | Schienamento                          | 07:59      |
| 4               | Big Boss Man         | Hulkamaniacs                         | Earthquake   | Schienamento                          | 09:08      |
| 5               | Tugboat & Earthquake | Hulkamaniacs & The Natural Disasters | Nessuno      | Doppio conteggio di 10 fuori dal ring | 11:33      |
| 6               | The Barbarian        | The Natural Disasters                | Hogan        | Schienamento dopo un Leg drop         | 14:49      |
| Sopravvissuti:  | Hulk Hogan           | Hulk Hogan                           | Hulk Hogan   | Hulk Hogan                            | Hulk Hogan |

5
| Eliminazione N. | Wrestler        | Squadra         | Eliminato da   | Modalità eliminazione | Durata       |
| --------------- | --------------- | --------------- | -------------- | --------------------- | ------------ |
| 1               | Boris Zhukov    | The Mercenaries | Tito Santana   | Schienamento          | 0:48         |
| 2               | Sato            | The Mercenaries | Butch          | Schienamento          | 1:46         |
| 3               | Tanaka          | The Mercenaries | Tito Santana   | Schienamento          | 2:13         |
| 4               | Nikolai Volkoff | The Alliance    | Sgt. Slaughter | Schienamento          | 5:25         |
| 5               | Luke            | The Alliance    | Sgt. Slaughter | Schienamento          | 6:30         |
| 6               | Butch           | The Alliance    | Sgt. Slaughter | Schienamento          | 6:53         |
| 7               | Sgt. Slaughter  | The Mercenaries | Nessuno        | Squalifica            | 10:52        |
| Sopravvissuti:  | Tito Santana    | Tito Santana    | Tito Santana   | Tito Santana          | Tito Santana |

6
| Eliminazione N. | Wrestler                      | Squadra                       | Eliminato da                  | Modalità eliminazione          | Durata                        |
| --------------- | ----------------------------- | ----------------------------- | ----------------------------- | ------------------------------ | ----------------------------- |
| 1               | The Warlord                   | The Heel Team                 | Tito Santana                  | Schienamento                   | 0:28                          |
| 2               | Tito Santana                  | The Face Team                 | Ted DiBiase                   | Schienamento                   | 1:51                          |
| 3               | Paul Roma                     | The Heel Team                 | Hogan                         | Schienamento                   | 5:57                          |
| 4               | Rick Martel                   | The Heel Team                 | Nessuno                       | Conteggio di 10 fuori dal ring | 7:17                          |
| 5               | Ted DiBiase                   | The Heel Team                 | Hogan                         | Schienamento dopo un Leg drop  | 8:30                          |
| 6               | Hercules                      | The Heel Team                 | Ultimate Warrior              | Schienamento                   | 9:07                          |
| Sopravvissuti:  | Hulk Hogan & Ultimate Warrior | Hulk Hogan & Ultimate Warrior | Hulk Hogan & Ultimate Warrior | Hulk Hogan & Ultimate Warrior  | Hulk Hogan & Ultimate Warrior |